# Hoekelum (woonplaats)
Hoekelum is een buurtschap in de Nederlandse gemeente Ede, gelegen in de provincie Gelderland. Het ligt ten noorden van Bennekom, even ten zuiden van de A12.
De belangrijkste weg is de Hoekelumse Brinkweg. Ten noorden van de A12 ligt het gelijknamige landgoed en het sportpark de Hoekelumse Eng.
Hoofdplaats: Ede       Dorpen: Bennekom · Ederveen · Harskamp · Hoenderloo (deels) · De Klomp · Lunteren · Otterlo · Wekerom

Buurtschappen: Deelen · Doesburgerbuurt · Driesprong · Eschoten · De Ginkel · Hoekelum · Hoog Baarlo · De Kade · De Kraats · Manen · Meulunteren · Mossel · Nederwoud · Nergena · Nieuw-Reemst · (Oostdorp) · Oud-Reemst · Overwoud · Roekel · De Valk · Walderveen · Westeneng

Gelderland: Steden en dorpen in Gelderland      Nederland: Provincies · Gemeenten